# Етнографічні групи євреїв

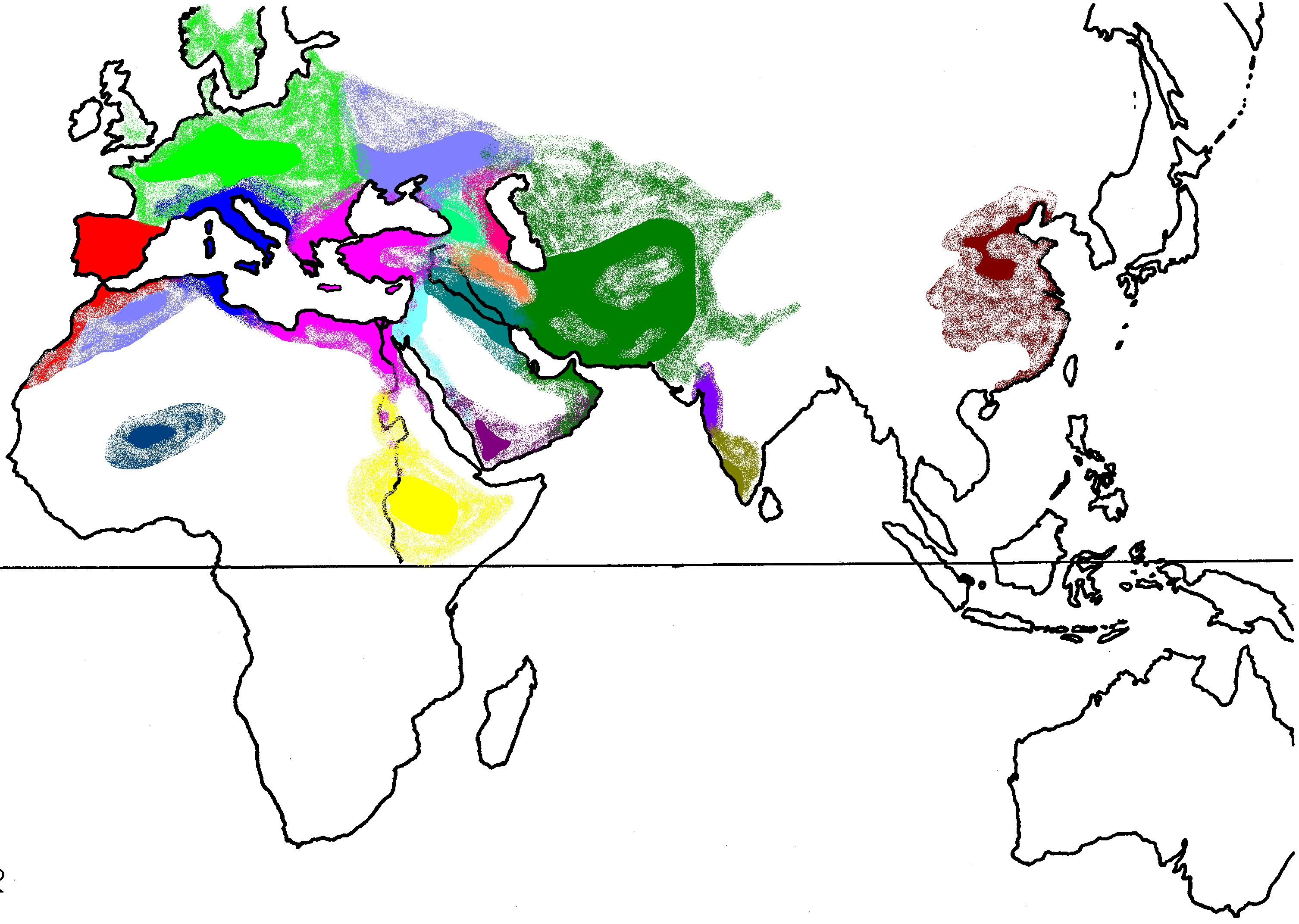
Розташування єврейських етнічних груп у Африці та Євразії близька 1490 року н. е.

Етнолінгвісти́чні гру́пи євре́їв — сукупність окремих спільнот в етнічно єврейському населенні світу, що історично, під впливом географічного розташування та соціального сусідства виробили власні характерні культурні та мовленнєві особливості. Протягом століть у єврейській діаспорі склалися численні групи євреїв, що характеризуються культурними й мовними особливостями. Багато з них розмовляють або розмовляли особливими єврейськими діалектами й мовами.

## Європа
- Ашкеназі (івр. אשכנזים [ашкеназім] саксонці) — нащадки євреїв середньовічної Німеччини, північної Італії та північній Франції, історично носії мови їдиш і власної літургійної традиції. На початку ХХ століття переважна більшість ашкеназі жила на території сучасних України, Білорусі, Молдови, країн Балтії за смугою осілості зокрема:
  - Галицькі євреї
  - Литваки
  - Подільські євреї
  - Бессарабські євреї
  - Курляндці
- До ашкеназі належать також:
  - Румунські євреї
  - Польські євреї
  - Євреї Оберландера
  - Західні євреї

- Римські євреї (івр. רומים [ ромім] Рими) — частина єврейської громади Італії з відмінною від сефардської і ашкеназської літургійною традицією, говорять італійською мовою.

- Кенаанім (івр. כנענים [кнаанім]  1. ханаанці, жидовини — історична група євреїв, що жили в Київській Русі і говорили єврейсько-слов'янським діалектом.

- Провансальські євреї — історична група євреїв півдня Франції, користуються єврейським діалектом провансальської мови

- Романіоти (івр. רומניוטים [ романйотім] візантійці  і греки) — частина євреїв Греції, відмінна від сефардського єврейського населення цієї країни.

- Сефарди (івр. ספרדים [ Сфарад] іспанці) — нащадки вигнаних з Іспанії і Португалії євреїв, історично носії сефардської мови і власної літургійної традиції

- Хутс (англ. Chuts) — група євреїв, які емігрували з Нідерландів до Англії в XIX столітті.

## Кавказ
- Гірські євреї
- Грузинські євреї

## Крим
- Кримчаки
- Караїми

## Африка, Передня і Середня Азія
Євреї, що походять з Північної Африки, Передньої і Середньої Азії, називаються загальним терміном «Мізрахі».
- Лахлухи (Курдистанські євреї)
- Арабомовні євреї (Яхуді) — говорили на різних діалектах єврейсько-арабської мови
  - Марокканські євреї — зараз до 250 тисяч в Ізраїлі, не рахуючи їхніх нащадків, народжених в Ізраїлі, а загалом близько 500 тис. євреїв включно з сефардами. Близько 8 тисяч досі мешкають в Марокко (міста Касабланка, Фес, Марракеш); розмовляють на так званих єврейсько-марокканських варіантах декількох, в основному старомагрибських арабських діалектів, частина говорить берберською мовою.
  - Алжирські євреї — після отримання Алжиром незалежності виїхали в основному до Франції, де практично всі говорять тільки французькою мовою. Деяка кількість алжирських євреїв переселилося до Ізраїлю. До 1870 року в Алжирі жило близько 140 тисяч євреїв (значна частина яких також була сефардами, а деякі говорили берберськими мовами, після 1962 р залишалося близько 10 тисяч, більшість яких покинула країну після 1990 року.
  - Туніські євреї — до 1948 в Тунісі було 105 тисяч євреїв, але у 1967 більшість виїхало до Франції або Ізраїлю. У 2004 році в Тунісі залишалося 1,5 тисячі євреїв, більшість на острові Джерба, де говорять мовою джербі.
  - Лівійські євреї — на початку століття у містах Триполі і Бенгазі було близько 21 тисячі євреїв, які потім всі виїхали до Італії, Ізраїлю та США.
  - Єгипетські євреї — Вихід з Єгипту біблійний переказ про поневолення євреїв в Стародавньому Єгипті, їх масовий вихід з Єгипту під проводом Мойсея. Істориками документвано що євреї проживають в Єгипті від грецьких часів, коли вони становили значну частину населення міста Олександрія. Після арабського завоювання до них приєдналися вавилонські євреї і після приходу хрестоносців євреї з Палестини а також в XIV-XV століттях сефарди, в XVIII-XIX століттях італійські євреї, які займалися торгівлею, наприкінці XIX-початку XX століть євреї з Алеппо. На початку XX століття в Єгипті було близько 100 тисяч євреїв. Вони розмовляли на єврейсько-єгипетському діалекті арабської, а також сефардською, англійською, і французькою мовами. У Єгипті в першій половині XX століття існувала численна громада євреїв — вихідців з Російської імперії. За даними перепису 1947 р в Єгипті жили 65 тис. Євреїв (64% в Каїрі, 32% в Олександрії). Пізніше більшість з них виїхало в Ізраїль (35 тис.), Бразилію (15 тис.), Францію (10 тис.), США (9 тис.) і Аргентину (9 тис.). У 2000 р єврейське населення Єгипту складало близько ста осіб. Ці євреї живуть в Каїрі і Александрії. В єврейську громаду входять також п'ятнадцять караїмів. Всі члени громади дуже літні люди.
  - Сирійські євреї історично діляться на дві групи: арабомовних євреї (муста'рабі), що жили в Сирії з давніх часів, і сефарди, які прибули в Сирію після 1492 за запрошенням османського султана. У XVI столітті сефарди перейшли на арабську, і дві громади інтегрувалися в одну. На початку XX століття багато сирійських євреїв виїхало в США, Бразилію, Аргентину, Велику Британію і Палестину. До 1920 року, коли Сирія стала підмандатною територією Франції, значні єврейські громади збереглися тільки в Дамаску (близько 10 тисяч), Халебу (понад 6 тисяч) і в місті Камишли, де жили в основному лахлухи. У 1947 р чисельність євреїв Сирії становила 15-16 тисяч осіб, з них близько 10 тисяч жили в Дамаску, близько 5 тисяч — в Халебі, кілька сотень — у Камишли. До середини 1995 року в Дамаску залишалося близько 300 євреїв, в Камишли — близько 90. На початку 2000-х рр. в Сирії залишалося менше 100 євреїв, в основному — люди похилого віку.
  - Ліванські євреї — жили в основному в Бейруті, Сидоні і деяких інших містах, а також в селах серед друзів. Ліван був єдиною арабською країною, чисельність єврейського населення якої збільшилася в перші роки після створення держави Ізраїль (5,2 тисячі в 1948 р, 9 тисяч в 1951 р). Однак після 1967 р з Бейруту виїхало 2,5 тисячі євреїв, і до 1970 року його громада налічувала близько 1,5 тисяч осіб. Виїжджали в основному до Франції і США, лише деякі до Ізраїлю. У 2006 році залишалося близько 40 євреїв, в основному в християнській частині Бейрута.
  - Арабізовані євреї — арабомовні євреї, що жили в Палестині в середні століття і аж до початку масової репатріації євреїв наприкінці XIX століття.
  - Іракські євреї — нащадки першої єврейської діаспори, яка виникла ще в VI столітті до н. е. Ділилися на Курдистанських євреїв півночі (лахлухів) і арабомовних євреїв. За переписом 1920 р єврейське населення Іраку налічувало близько 87,5 тис. Осіб, з яких 50 тис. Жили в Багдад е, близько семи тисяч в Басрі, 7,5 тис. В Мосул е і близько п'яти тисяч в Ербілі. У 1948 році в країні жило близько 150 тисяч євреїв. У березні 1950 р коли євреям Іраку було дозволено покинути країну, почався масовий вихід євреїв, організований Єврейським агентством що отримав назву «Операція Езра і Нехемія»; між 1948 і 1951 рр. з Іраку виїхало близько 123 тис. євреїв. У квітні-травні 2003 р з 34 євреїв що там залишалися (все жили в Багдаді) 23 особи репатріювалися в Ізраїль. Більшість виїхало в Ізраїль, частина також в Велику Британію та інші країни. Частина іракських євреїв (так звані «багдаді») з XVII-XVIII століть влаштувалися в Індії (в 1948 році — 6 тисяч), в містах Бомбей, Калькутта, Пуна, Сурат. Невелика кількість євреїв іракського походження проживає також в Бірмі, Індонезії і Сінгапурі.
  - Оманські євреї — невелика громада, що створена в Маскаті і Сурі з 1828 року, євреями що вбігли з Іраку після мусульманських погромів. Практично зникла до 1900 року.
  - Єменські євреї (теймані, від івр. תֵּימָן  Тейман  «Ємен») — група євреїв, що виділяється серед східних євреїв особливостями релігійних обрядів, вимовою староєврейського, одягом і багатьом іншим. До 1948 року в Ємені жило близько 63 тисяч євреїв, в 2001 залишалося близько 200, в основному на півночі країни в місті Саада, ремісники і дрібні торговці.
- Берберські євреї — євреї Магрибу, які проживали на території сучасних Марокко, Алжир і Туніс а серед берберів і говорили єврейсько-берберськими діалектами. В даний час майже всі переселилися в Ізраїль.
- Євреї Ірану, Афганістану і Середньої Азії (перські євреї в широкому сенсі):
  - власне Перські євреї — євреї з Ірану, розмовляють єврейсько-перською мовою та іншими єврейсько-іранськими мовами;
  - Бухарські євреї (середньоазійські євреї, джугут) — євреї з Узбекистану і Таджикистану, розмовляють єврейським діалектом таджицької мови;
  - Афганські євреї — євреї з Афганістану, розмовляють єврейсько-перською мовою.
- Ефіопські євреї Існує кілька громад, що складаються з африканців євреїв.
- Самаритяни (івр. שומרונים — «Шомрон», כותים — «кутім» (тобто переселенці з месопотамського міста Кута) — нечисленна етно-релігійна група, представники якої компактно проживають у кварталі Неві-Пінхас ізраїльського міста Холон (передмістя Тель-Авіва) а також у селі Кир'ят-Луза (Неві-Кедем) біля гори Гарізім, неподалік від міста Наблус на Західному березі річки Йордан.

## Індія і Далекий Схід
- Євреї Індії
  - Кочінські євреї (малабарські євреї) — жили в штаті Керала (Кочі, Ернакулам, Північний Паравур, Алувіа ), (в 1948 р приблизно 2,5 тис. осіб), розмовна мова — малаялам.
  - Бней-Ісраель (маратхські євреї) — жили головним чином в Бомбеї і його околицях (в 1947 р близько 24 тис. осіб), розмовна мова — маратхі.
  - Багдадські євреї — жили в Бомбеї, Калькутті, Пуне і Сурат е (в 1948 р близько 6 тисяч) , розмовні мови — англійська та єврейсько-арабський діалект Іраку.
  - Бней-Менаше — представники племен мізо і куки в штатах Маніпур і Мізорам (бл. 9 тисяч), які в 1970-х роках заявили, що вони нащадки коліна Манассіева, і стали практикувати юдаїзм.
  - Бней-Ефраїм (євреї — телугу) — невелика група в штаті Андхра-Прадеш, яка перейшла в юдаїзм в 1981 році, розмовна мова — телугу

Ні в однієї з груп євреїв в Індії не склався власний діалект.